# Conjunto histórico de Frigiliana
El conjunto histórico de Frigiliana constituye uno de los enclaves urbanos de tradición morisca mejor preservados de la península ibérica y se ha conservado de modo invariable a lo largo de los siglos, puesto que alcanzó pronto la extensión máxima que permitía la topografía. El relieve es un factor clave en la imagen del conjunto, ya que la ubicación de la ciudad en una ladera configuró un trazado viario único, en el que a lo sinuoso de sus recorridos siguiendo las curvas de nivel, se une lo empinado de las calles transversales, la mayoría resueltas mediante escaleras, y que posibilitó en origen la mejor defensa del caserío.

## Evolución histórica
La villa de Frigiliana, en la vertiente meridional de la sierra de Almijara, incluida en la comarca de la Axarquía, se remonta en su fundación a la colonización fenicia, si bien se documenta la presencia humana en este territorio en las postrimerías del Neolítico. Existe constancia de la presencia romana, si bien es la civilización musulmana la que ha dejado una huella más profunda en el paisaje urbano y en el entorno inmediato en el que se asienta. Los árabes introdujeron los cultivos de huerta y la caña de azúcar, por lo que teniendo en cuenta lo accidentado de la ladera cultivable de la alquería, se vieron obligados a aterrazarla, formando bancales que hicieran posible su explotación y que se conservan hasta el presente.
El arrinconamiento que el pueblo musulmán fue experimentando hacia el reino nazarí de Granada, proporcional a la conquista cristiana, provocó cierta explosión demográfica en la zona. En esta época el caserío alcanza su máxima dimensión, llegando en la parte baja hasta los cortados que se elevan inmediatamente sobre los bancales. Ello supone el florecimiento agrícola de la alquería, palpable en la roturación de nuevas tierras y el aterrazamiento de las laderas no cultivadas hasta entonces, al tiempo que se prolongaban las redes de acequias ya existentes y que aún continúan desempeñando la misma función, setecientos años después de que fueran construidas.
La cristianización impuesta tras la conquista desencadenó la sublevación mudéjar de 1500, que sofocada un año después, supuso una sangría demográfica en la zona. A esto hay que sumar la que supuso el levantamiento morisco de 1568 con la matanza acaecida en el cerro del Fuerte, en las proximidades de Frigiliana y la posterior expulsión de los moriscos en 1570, lo que supuso el total despoblamiento de la alquería de Frigiliana.
La repoblación que se inició en los últimos años del siglo XVI y el paso de la propiedad del territorio a los Manrique de Lara, que acometen la construcción de su casa solariega, hoy conocida como el Ingenio, y la Casa del Apero para la explotación de la caña de azúcar, supone un atisbo de recuperación del pueblo, que se ve incrementado en los primeros años del siglo XVII, sobre todo desde 1630, año en el que el territorio se convierte en condado, aplicándose el Conde de Frigiliana en la repoblación intensiva del poblado, construyendo casas a lo largo del camino de Nerja, estableciendo un trapiche para ingenio de azúcar y plantando de nuevo la zona de caña. A esta época se remonta el inicio del Ensanche, en torno a la actual calle San Sebastián, así como el establecimiento de las Maquinillas y el Ingenio que, aprovechando como fuerza motriz los saltos de agua del sistema hidráulico de Lisa, se utilizan para la transformación de la caña.
En 1640 Frigiliana alcanza el título de Villa, independizándose de Vélez-Málaga. De este modo, se amojonó el término municipal y se estableció el Ayuntamiento. Unos años después se terminan las obras del templo parroquial.
Los siglos XVIII y XIX suponen un progresivo auge de la zona, que va aumentando paulatinamente de población y riqueza, basándose en la explotación de la caña y sobre todo de la vid, alcanzándose un máximo de población de 3.197 habitantes en 1887. Pero la plaga de la filoxera ya había originado unos años antes una auténtica catástrofe agrícola que inició un declive en la zona que alcanza hasta bien entrado el siglo XX. No es hasta después de la Guerra Civil, cuando se inicia una leve recuperación económica y demográfica que ocasiona la expansión de la población en el Ensanche, en las actuales avenidas de Andalucía y Príncipe de Asturias.
En la segunda mitad de este siglo y aprovechando el empuje turístico, se produce un aumento significativo de la edificación, que alcanza su máximo auge desde las dos últimas décadas, en las que el incremento masivo de las construcciones ha amenazado la esencia misma del núcleo histórico, conservado invariable a lo largo de los siglos.

## Descripción

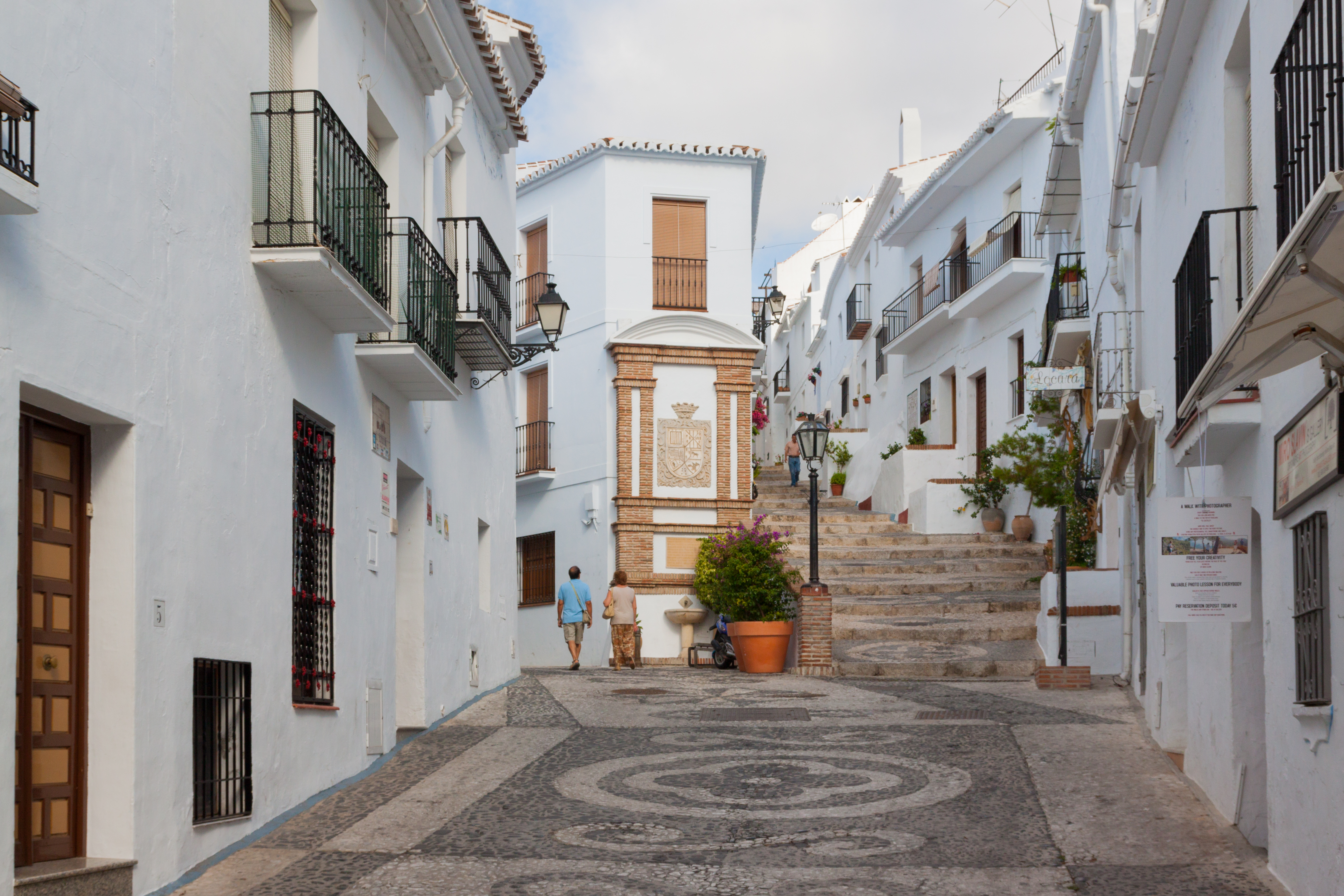
Calles Real y Hernando el Darra.

El núcleo urbano tiene una estructura muy característica, con dos partes diferenciadas a ambos lados del Palacio de Montijano, o «El Ingenio». La situada en el entorno inmediato del cerro del Castillo es la más antigua, tiene una disposición típica en ladera, con las calles más importantes siguiendo las curvas de nivel y conectadas por otras menores de mayor pendiente. Al sur del mencionado Ingenio se extiende la parte moderna del pueblo, en la cresta formada por el barranco del río Higuerón y la carretera MA-105.
A pesar de considerar el conjunto histórico como un todo, para comprender su estructura urbana se pueden delimitar varias áreas homogéneas según la topografía del asentamiento, la dimensión de las parcelas, la tipología constructiva o la caracterización demográfica. De este modo se distinguen las siguientes áreas:
- El «Barribarto». Sería el núcleo original del poblamiento en la Edad Media, dada su cercanía a las murallas del castillo. Se trata de un área de población eminentemente popular, en el que la edificación, asentada en parcelas menores, tiene un carácter muy homogéneo en cuanto a alturas, generalmente dos, y tipología vernácula.

- El «Barribajo». Dispuesto a lo largo de la calle Real, aquí se trata de población más acomodada, casas más representativas, de mayor presencia y altura, generalmente tres, situadas en parcelas de mayores dimensiones. En esta área se cuidan de manera especial los elementos estéticos.

- El Ensanche. Situado en el margen oriental del casco antiguo, esta zona tiene un marcado carácter productivo. En ella se encuentra el Ingenio, el Apero y las Maquinillas. Debido a su situación de encrucijada y acceso al pueblo desde la circunvalación, aquí se localizan la mayoría de los comercios. Su población es difícil de adscribir a un único grupo y lo mismo se puede afirmar de las edificaciones. El conjunto histórico se extiende en esta zona hasta el Apero y la calle San Sebastián.

Una mención específica merecen los adarves, espacios mixtos entre lo público y lo privado, de los que en el pueblo hay numerosos ejemplos y de tipos variados, con o sin desarrollo viario interior, de entrada abierta o mediante algorfa. La apropiación por parte de los vecinos del espacio semipúblico del fondo de los adarves y callejones ha producido un cegado de los mismos que plantea en la actualidad unos itinerarios interiores más complejos.
La propiedad urbana se encuentra muy fragmentada, lo que unido a la topografía del lugar ha dado lugar a un parcelario laberíntico, que ha propiciado el desarrollo de inmuebles maclados horizontal y verticalmente, en una superposición constructiva muy abigarrada que es característica de La Axarquía. 

## Edificaciones sobresalientes

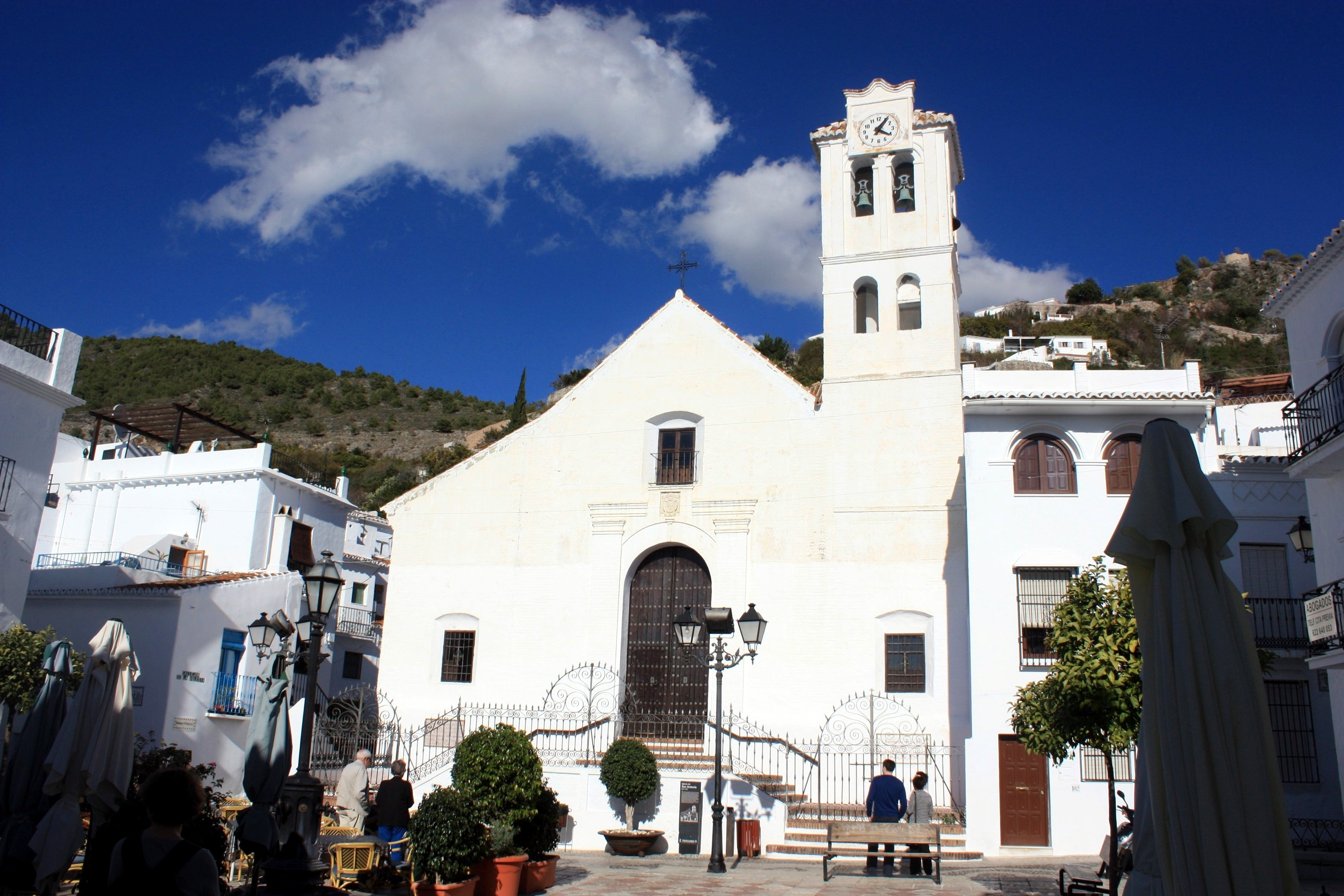
Iglesia de San Antonio.

De este conjunto uniforme sobresalen los siguientes hitos:
- La iglesia de San Antonio de Padua, representa un cambio de escala con respecto al caserío. De estilo barroco, muy sencilla e integrada en el entorno, fue finalizada en el último tercio del siglo XVII bajo la dirección de Bernardo de Godoy, maestro mayor de obras del obispado.

- El Apero, construido al parecer en torno al siglo XVII, en coincidencia con la explotación del Ingenio, servía para guardar el utillaje de la producción de azúcar y melaza. De planta cuadrangular, se conservan al menos tres de las naves. Está adosado al caserío, que puede haber ocupado la cuarta nave del edificio. En la actualidad, rehabilitado, está destinado a las funciones de Casa de la Cultura y alberga el Museo Arqueológico de Frigliana.

- El Ingenio, obra de finales del siglo XVI con pintura incisa al «secco» en sus paramentos. Concebida en origen como casa solariega de los Manrique de Lara, fue posteriormente adaptada para la fabricación de azúcar de caña, de ahí su nombre de «Ingenio». En la actualidad no funciona como tal, sino que mantiene una actividad secundaria como molino de aceite y en la fabricación de miel, pero aún se conserva la maquinaria hidráulica en una impresionante bóveda en la planta baja.

- Las Maquinillas, tres construcciones menores para la fabricación de azúcar de caña situadas por encima del Ingenio a lo largo del sistema hidráulico de Lisa. Muy modificadas en su función, puesto que la labor productiva se detuvo en 1928, su posición escalonada en el cerro, apoyadas en las conducciones y saltos de agua, confiere al cerro una gran riqueza paisajística.

A todos ellos hay que añadir otros inmuebles de especial interés como son el Torreón de la calle Real o el Antiguo Cuartel de la Guardia Civil.
Fuera ya de los límites del conjunto histórico, pero dentro de su entorno, se encuentra el Castillo de Lízar. Situado en la cima del cerro, de él se conservan solamente dos restos de muralla formados por mampostería seca muy basta. Fue mandado destruir por Luis de Requesens en 1569 tras la rebelión de los moriscos para que no volviera a ser refugio de sublevados.
Visto desde el exterior, el aspecto que el centro histórico de la villa ofrece es unitario, con la masa compacta del caserío destacando blanca sobre el fondo natural, salpicada únicamente por los antes citados hitos edificatorios que no hacen sino destacar la homogeneidad del resto.
Los bancales en el límite sur del pueblo están formados por una sucesión de terrazas artificiales contenidas con muros de mampostería seca que permiten adaptar terrenos de secano de abruptas pendientes en superficies horizontales susceptibles de ser regadas por anegamiento. Este método de cultivo está ligado siempre a sistemas de regadío formados por acequias de distribución y albercas de almacenaje. El de Frigiliana tiene su origen en los tiempos de la ocupación árabe y se encuentra en la actualidad aún en uso. Su cercanía al caserío, que se implanta directamente sobre él, y su espectacularidad paisajística hacen que sea un todo con el casco histórico, al que ha estado vinculado durante siglos.